# Inspetor-Geral da Bundeswehr

Insígnia do Inspetor-Geral da Bundeswehr

O Inspetor Geral da Bundeswehr ( em alemão: Generalinspekteur der Bundeswehr, GenInspBw ) é o posto militar de mais alto nível ocupado por um oficial comissionado na Bundeswehr, as atuais forças armadas da Alemanha .
O Inspetor Geral é do posto de oficial-general de  quatro estrelas ( general ou almirante), e ele lidera o Führungsstab der Streitkräfte, o Estado-Maior da Defesa alemão dentro do Ministério Federal da Defesa, sendo o conselheiro militar direto ao Ministro Federal da Defesa que é o titular da autoridade de comando supremo das forças armadas em tempo de paz ( em alemão: Inhaber der Befehls- und Kommandogewalt). Ele é responsável pelo conceito geral de defesa militar da Bundeswehr, incluindo o planejamento geral, a preparação e a avaliação de todas as operações da Bundeswehr.
Atualmente o inspetor geral da Bundeswehr é o general Eberhard Zorn (desde 19 de abril de 2018).

## Posição e poderes
O escritório do Inspetor-Geral está sediado no Ministério da Defesa em Berlim.
O Inspetor-Geral é nomeado pelo Presidente Federal por proposta do Ministro Federal da Defesa, mas seu mandato não coincide, necessariamente, com o do Ministro.
O Inspetor-Geral é o comandante de todos os soldados das forças armadas e também o chefe de todos os funcionários civis implantados lá. Ele faz parte da administração do Ministério de Defesa da Alemanha. O Ministro da Defesa chefia dois secretários parlamentares e dois civis. No entanto, devido à primazia da política, o inspetor-geral tem hierarquia inferior  a eles.
Desde 1970, o Inspetor-Geral é assistido por um general de brigada como Oficial de Educação e Treinamento, que exerce a atividade do Inspetor-Geral de inspecionar as tropas em questões de educação, treinamento e liderança interior.

### Inspetores gerais desde 1957
Em 1º de junho de 1957, o general Adolf Heusinger foi nomeado o primeiro inspetor geral da Bundeswehr, que havia sido fundada em 5 de maio de 1955. O primeiro vice-inspetor geral foi o tenente-general Gustav-Adolf Kuntzen nomeado em 1964.
Em 1972, Armin Zimmermann se tornou o primeiro almirante nomeado Inspetor Geral e em 1976 o general Harald Wust o primeiro oficial da Força Aérea.
Com doze representantes, a maioria dos inspetores gerais foi fornecida pelo Exército. Dois inspetores vieram da Força Aérea e dois da Marinha.
O prazo mais longo como Inspetor-Geral até o momento foi realizado por Volker Wieker (3720 dias), seguido por Wolfgang Schneiderhan com 2705 dias e Ulrich de Maizière (2045 dias). O mandato mais curto foi de Hans-Peter von Kirchbach, com 456 dias.

### Decreto deBlankenese(1970)
Em 21 de março de 1970, o Ministro da Defesa Helmut Schmidt adotou o Decreto de Blankenese em uma conferência na Escola de Comando e Estado Maior da Bundeswehr (Führungsakademie der Bundeswehr). Isso regulamentou a posição e os poderes do Inspetor-Geral pela primeira vez e o definiu como "responsável geral pelo planejamento da Bundeswehr no Ministério da Defesa".

### Decreto de Berlim de 2005
Em 21 de janeiro de 2005, o decreto de Blankenese foi complementado pelo ministro da Defesa de Berlim, Peter Struck, com o decreto de Berlim, que reorganizou a organização militar do Ministério da Defesa e fortaleceu consideravelmente a posição dos secretários de Estado. Ficou em vigor até 31 de março de 2012. O inspetor-geral estava abaixo da liderança civil, ou seja, o ministro da Defesa e, na sua ausência, os secretários de estado como detentores de comando, em uma "posição de destaque" da "autoridade militar central". Os cinco inspetores estavam subordinados à sua equipe de gerenciamento. Como militar de mais alto escalão na Bundeswehr, ele era seu mais alto representante militar e, portanto, representante da Bundeswehr em comitês internacionais nos quais os chefes das forças armadas de estados aliados ou amigos se reuniam. Ele era comparável a esses, mas não tinha os mesmos poderes de decisão que os chefes de gabinete de outras nações tinham sobre suas respectivas forças.
Outra inovação foi a responsabilidade do Inspetor-Geral pela capacidade de planejamento e operação da Bundeswehr e das forças armadas. Os poderes de cada inspetor foram reduzidos em conformidade. Os inspetores ainda eram responsáveis pela prontidão operacional das corporações a eles subordinadas, mas "dentro do escopo dos poderes, meios e estruturas aprovados para eles". Isso significa que o inspetor geral decide quais recursos seriam alocados as  forças armadas singulares subordinando-as ao Inspetor-Geral.
A posição dos inspetores de cada uma das forças armadas singulares permaneceu como superior de suas áreas de comando, mas o inspetor geral agora era responsável por "tarefas ministeriais militares" e estabelecia os "princípios comuns às forças armadas". Isso inclui requisitos básicos para a organização da liderança, treinamento, liderança interna e educação política, para garantir a prontidão operacional e assumir a responsabilidade pelos materiais. Essa reorganização dos poderes significou que o inspetor-geral pode moldar decisivamente o caráter das forças armadas através de treinamento e liderança interna.
Além disso, a partir de  2005, o inspetor geral era responsável pelo planejamento, preparação, gerenciamento e acompanhamento de todas as operações da Bundeswehr.
O inspetor geral da Bundeswehr tem dois vice-inspetores, um dos quais também é o Inspetor da Streitkräftebasis.
O Inspetor-Geral é apoiado no desempenho de suas funções pelas seguintes autoridades:
- o Estado-Maior das Forças Armadas ( Führungsstab der Streitkräfte - Fü S) tem diretamente subordinados sete departamentos do estado-maior e é coordenado por um chefe de estado-maior na patente de general de divisão ou contra-almirante. A equipe de comando das forças armadas também é uma autoridade de comando militar, uma vez que lida com serviços de tropas e assuntos específicos da área organizacional da Streitkräftebasis.
- Além disso, ele também é apoiado pelos inspetores e sua equipe administrativa e orientado por três órgãos. Estes são o Conselho de Liderança Militar, o Conselho de Operações e o Conselho de Armamentos.
  - O Conselho de Liderança Militar é composto pelo Inspetor Geral, que o preside, e pelos Inspetores das Forças Armadas. Além disso, o vice-inspetor geral e os especialistas consultados pelo presidente participam das reuniões. O Conselho de Liderança Militar lida com questões de importância fundamental para as Forças Armadas, com o Inspetor-Geral tomando a decisão final sob sua própria responsabilidade.
  - Em um segundo órgão, os assuntos relacionados à implantação da Bundeswehr eram discutidos no Conselho de Emprego (Einsatzrat), coordenados pelo Ministério e apresentados à administração de maneira atraente.  Os inspetores, o chefe do departamento de armamentos, os chefes dos departamentos civis e o diretor de TI são membros iguais no Conselho. A partir de 1º de abril de 2012, o Conselho de Operações foi abolido pelo decreto do ministro da Defesa de Dresden, Thomas de Maizière.
  - O terceiro órgão é o Conselho de Armamentos, que discutia questões de armamento, planejamento de materiais e equipamentos e propostas de planejamento orçamentário e financeiro do Ministério. A partir de 1º de abril de 2012, o Conselho de Operações também foi abolido pelo decreto do ministro da Defesa de Dresden, Thomas de Maizière

### Decreto deDresdende 2012
Os poderes do Inspetor-Geral foram reorganizados no decreto de Dresden, com efeitos a partir de 1º de abril de 2012. É o sucessor do Decreto Blankenese de 1970. O Decreto de Berlim de 21 de janeiro de 2005 e outros foram revogados.
Com o decreto de Dresden, o inspetor-geral recebeu os recursos operacionais e poderes hierárquicos com os quais ele pode realmente liderar. No geral, os poderes do inspetor geral são comparáveis aos dos principais comandantes dos aliados da OTAN (chefes de estado-maior).
As forças armadas são "subordinadas ao inspetor geral em todos os aspectos". Ele é o superior imediato dos soldados das forças armadas, de acordo com o §1 do Regulamento Superior.
O inspetor-geral é presidente do Conselho de Liderança Militar, que lida com questões de importância comum para as forças armadas. Serve para formar a vontade e preparar decisões para o inspetor geral. No entanto, o conselho de administração não possui poderes formais de decisão.
O Inspetor-Geral também é responsável pelo planejamento, preparação, gerenciamento e acompanhamento das operações da Bundeswehr. Ele lidera as missões através do departamento "Estratégia e Implantação" no Ministério da Defesa e no Comando de Operações da Bundeswehr (Einsatzführungskommando der Bundeswehr). Todos os chefes de departamento do Departamento de Defesa devem trabalhar com o Inspetor-Geral.

## Remuneração
O inspetor-geral recebe um subsídio oficial, além do salário básico do grau B10 (general ou almirante, quatro estrelas), de acordo com a Ordenação Salarial Federal (Bundesbesoldungsordnung - BBesO). Desde 1º de abril de 2019, o salário mensal bruto do nível B10 é de € 14.048,61 brutos.

## Lista dos Inspetores-Gerais da Bundeswehr[5]
| Nr | Posto e Nome                                | Foto | Início                 | Fim                    |  |
| -- | ------------------------------------------- | ---- | ---------------------- | ---------------------- |  |
| 1  | General Adolf Heusinger (Exército)          |      | 1 de junho de 1957     | 31 de março de 1961    |  |
| 2  | General Friedrich Foertsch (Exército)       |      | 1 de abril de 1961     | 31 de dezembro de 1963 |  |
| 3  | General Heinz Trettner (Exército)           |      | 1 de janeiro de 1964   | 25 de agosto de 1966   |  |
| 4  | General Ulrich de Maizière (Exército)       |      | 25 de agosto de 1966   | 31 de março de 1972    |  |
| 5  | Almirante Armin Zimmermann (Marinha)        |      | 1 de abril de 1972     | 30 de novembro de 1976 |  |
| 6  | General Harald Wust (Força Aérea)           |      | 21 de dezembro de 1976 | 11 de dezembro de 1978 |  |
| 7  | General Jürgen Brandt (Exército)            |      | 12 de setembro de 1978 | 31 de março de 1983    |  |
| 8  | General Wolfgang Altenburg (Exército)       |      | 1 de abril de 1983     | 30 de setembro de 1986 |  |
| 9  | Almirante Dieter Wellershoff (Marinha)      |      | 1 de outubro de 1986   | 30 de setembro de 1991 |  |
| 10 | General Klaus Naumann (Exército)            |      | 1 de outubro de 1991   | 8 de fevereiro de 1996 |  |
| 11 | General Hartmut Bagger (Exército)           |      | 8 de fevereiro de 1996 | 31 de março de 1999    |  |
| 12 | General Hans-Peter von Kirchbach (Exército) |      | 1 de abril de 1999     | 30 de junho de 2000    |  |
| 13 | General Harald Kujat (Força Aérea)          |      | 1 de julho de 2000     | 30 de junho de 2002    |  |
| 14 | General Wolfgang Schneiderhan (Exército)    |      | 1 de julho de 2002     | 26 de novembro de 2009 |  |
| 15 | General Volker Wieker (Exército)            |      | 21 de janeiro de 2010  | 18 de abril de 2018    |  |
| 16 | General Eberhard Zorn (Exército)            |      | 19 de abril de 2018    |                        |  |